# 박희곤
박희곤(1969년 8월 21일~2025년 4월 30일)는 대한민국의 영화 감독, 각본가이자, 주요 작품으로는 《인사동 스캔들》, 《퍼펙트 게임》 등이 있다.

## 학력
- 서초중학교
- 경기고등학교
- 경원대학교 영어영문학과

## 영화
- 2002년 : 영화 《아 유 레디?》 ... 프로듀서
- 2009년 : 영화 《인사동 스캔들》 ... 각본 & 감독
- 2011년 : 영화 《퍼펙트 게임》 ... 각본 & 감독
- 2016년 : 영화 《아애묘성인》 ... 감독
- 2018년 : 영화 《챔피언》 ... 기획
- 2018년 : 영화 《명당》
- 2023년 : 영화 《타겟》 ... 각본 & 감독